# Gabriel Rimachi Sialer
Gabriel Rimachi Sialer (Lima, 1974) es un escritor, periodista y arqueólogo peruano.
Gabriel Rimachi Sialer es autor de los libros de cuentos Despertares nocturnos (2000), Canto en el infierno (2001), El color del camaleón (2005); El cazador de dinosaurios (2009); La sangrienta noche del cuervo (2011); La increíble historia del Capitán Ostra (2020); e Historias extraordinarias (2020). Sus cuentos han sido publicados en las antologías Asamblea portátil. Muestrario de narradores iberoamericanos (2009); El bosque imaginario. Antología binacional Perú–Ecuador (2010); King, homenaje hispanoamericano al rey del terror (2014);Mario y los escritores. 27 relatos sobre el universo vargasllosiano (2019), Cuarentena. Historias para no salir de casa (2020), entre otras. Imparte talleres de escritura creativa en la ciudad de Lima desde 2005. En 2009 la editorial Ediciones Altazor publicó un compendio de sus mejores cuentos titulado El cazador de dinosaurios, destacado entre las mejores entregas de ese año por el diario El Comercio.

Como editor Rimachi Sialer ha publicado la antología de cuentos Nacimos para perder (2007); y los ahora clásicos 17 fantasticos cuentos peruanos vol. yo (2008); y 17 fantásticos cuentos peruanos vol. II (2012), que fue nombrado el mejor libro de cuentos de 2008 en Perú.
Rimachi Sialer es actualmente el editor de la editorial Casatomada.